# Bitwa nad Jeziorem Trazymeńskim
Bitwa nad Jeziorem Trazymeńskim – jedna z większych bitew II wojny punickiej stoczona 21 czerwca 217 p.n.e. pomiędzy kartagińską armią Hannibala a rzymską armią konsularną Flaminiusza. Wojska Hannibala odniosły trzecie w tej wojnie i zdecydowane zwycięstwo.

## Działania poprzedzające
Dzięki zwycięstwu w bitwie nad Trebią (grudzień 218 r. p.n.e.) na stronę Hannibala przeszły zagrożone ekspansją Rzymu plemiona celtyckie Galii Cisalpińskiej dostarczając mu posiłków i zaopatrzenia. Kartagińczycy nie mając zapewnionych linii zaopatrzenia z Hiszpanii nie mogli jednak zbyt długo przebywać w jednym miejscu. Chcąc zmusić Rzymian do kapitulacji Hannibal musiał przekroczyć Apeniny, zadać ostateczną klęskę rzymskiej armii i liczyć na to, że po niej Rzymianie będą skłonni zawrzeć korzystny dla Kartaginy pokój. Kartagiński wódz miał do wyboru dwie zasadnicze drogi: zachodnią, wiodącą przez apenińskie przełęcze do Etrurii (dzisiejsza Toskania), i wschodnią, wzdłuż wybrzeży Adriatyku. Rzymianie byli pewni, że celem wędrówki jego armii będzie ostatecznie Rzym. Dlatego też po zimowej klęsce pod Trebią szybko zorganizowali dwie nowe armie konsularne, które wysłano do pilnowania obydwu możliwych dróg marszu nieprzyjaciela. Do Etrurii udał się świeżo wybrany na konsula Gajusz Flaminiusz Nepos, by przeciąć drogę wojskom inwazyjnym.

### Armia rzymska
Konsul Flaminiusz nie był genialnym wodzem – o wiele lepiej znał się na polityce. Ponieważ obawiał się opozycji w Senacie, który nie był przychylny człowiekowi pochodzącemu spoza rzymskiej elity, opuścił stolicę wcześniej i wbrew prawu objął stanowisko konsula 15 marca nie w Rzymie, a już w obozie wojskowym w Ariminum. Jak większość wodzów rzymskich tych czasów, był człowiekiem odważnym, ufającym w przewagę rzymskiej piechoty i żądnym sukcesów, które zapewniłyby mu pozycję i uznanie wśród współobywateli. Gdy okazało się, że Hannibal niespodziewanie przekroczył granice Etrurii zmuszając wojsko do przejścia moczarów i wezbranej rzeki Arno, Flaminiusz postanowił nie czekać na drugą armię konsularną i ruszył w pościg za armią kartagińską, która rozpoczęła grabież żyznych terenów Etrurii. Jego armia liczyła 30 tysięcy dobrze uzbrojonych żołnierzy, której trzon stanowiły legiony ciężkozbrojnej piechoty. 
Największym błędem Flaminiusza miała okazać się zbytnia pewność siebie – nie tylko nie poczekał na przybycie drugiej armii konsularnej, która dałaby Rzymianom przewagę liczebną, ale też zaniechał wysłania zwiadowców, spodziewając się, że armia punicka znajduje się dzień marszu od niego.

### Armia kartagińska
Armia ta była zbieraniną różnych nacji. Skład wojsk nosił na sobie ślad wędrówki z Afryki. Byli wśród tych żołnierzy Numidowie, Libijczycy, Iberowie, Balearowie, Ligurowie i Celtowie. W wyniku epidemii i trudnej drogi potężna armia stopniała z szacowanych 90 do 40 tys. ludzi (z wszystkich ponad 30 słoni bojowych przetrwał tylko jeden – Surus). Mimo zróżnicowanego składu armia Hannibala była znacznie bardziej doświadczona i zaprawiona w boju od rzymskiej, posiadała też silniejszą i liczniejszą konnicę. Nie bez znaczenia była też osobowość i talenty wojskowe jej wodza – Hannibala, który zdobył doświadczenie w kartagińskich podbojach w Hiszpanii. Wielki autorytet wśród żołnierzy zapewniły mu dotychczas odniesione zwycięstwa i determinacja, z jaką przeprawił armię przez Alpy.

Schemat przebiegu bitwy

## Bitwa
Hannibal spodziewając się, że Flaminiusz nie będzie chciał czekać na posiłki, wybrał dogodne dla siebie pole bitwy: wąski pas między Jeziorem Trazymeńskim a okolicznymi wzgórzami. Rozłożył swój obóz za jeziorem i czekał na ścigającą go rzymską armię. Gdy ta nadciągnęła, pod osłoną nocy rozstawił swe oddziały za wzgórzami ciągnącymi się wzdłuż drogi nad jeziorem, a konnicę ustawił na prawej flance, by mogła odciąć drogę odwrotu rzymskich oddziałów. Rankiem 21 czerwca Flaminiusz sądząc, że armia kartagińska znajduje się po drugiej stronie jeziora, zarządził marsz wzdłuż brzegów. Gdy czoło jego legionów zbliżało się do obozu Hannibala, ostatnie oddziały wchodziły na przesmyk. Wówczas Hannibal zarządził jednoczesny atak na rozciągnięte linie wroga. Ponieważ nad wzgórzami wciąż unosiła się poranna mgła, zaskoczenie było kompletne – Rzymianie nie wiedzieli skąd nacierają przeciwnicy i nie byli w stanie ustawić się w szyku bojowym. Krótka, trzygodzinna bitwa zakończyła się całkowitą klęską Rzymian przypartych do brzegu jeziora, gdzie w panice szukali ratunku przed armią kartagińską. Poległo 15 tys. żołnierzy rzymskich, wśród nich odpowiedzialny za klęskę Flaminiusz. Pozostałe 10 tysięcy poszło w rozsypkę.
Według późniejszego poematu Syliusza Italika Punica, rzymskiemu wodzowi Flaminiuszowi po bitwie Galowie odcięli głowę, ponieważ zauważyli że walczył w hełmie ze skalpem Gala. 